# Selección de fútbol sub-17 de Chile
La selección de fútbol sub-17 de Chile es el representativo de dicho país en las competencias oficiales de fútbol de su categoría. Su organización está a cargo de la Federación de Fútbol de Chile, que ha estado afiliada a la FIFA desde 1913 y fue uno de los miembros fundadores de la Conmebol en 1916.
La selección de fútbol sub-17 de Chile participa cada dos años en el Campeonato Sudamericano Sub-17, clasificatorio para la Copa Mundial de la categoría, torneo internacional en el cual ha participado en cinco ocasiones: 1993, 1997, 2015 (año en que fue organizador del torneo), 2017 y 2019.
El máximo logro de la selección chilena sub-17 ha sido alcanzar el tercer lugar del mundo en la Copa Mundial de Fútbol Sub-17 de 1993.

## Estadísticas

### Copa Mundial de Fútbol Sub-17
Anteriormente a 1991, los mundiales se jugaban entre selecciones sub-16.
| Año   | Ronda            | Posición     | PJ           | PG           | PE           | PP           | GF           | GC           | Goleador     |
| ----- | ---------------- | ------------ | ------------ | ------------ | ------------ | ------------ | ------------ | ------------ | ------------ |
| 1985  | No clasificó     | No clasificó | No clasificó | No clasificó | No clasificó | No clasificó | No clasificó | No clasificó | No clasificó |
| 1987  | No clasificó     | No clasificó | No clasificó | No clasificó | No clasificó | No clasificó | No clasificó | No clasificó | No clasificó |
| 1989  | No clasificó     | No clasificó | No clasificó | No clasificó | No clasificó | No clasificó | No clasificó | No clasificó | No clasificó |
| 1991  | No clasificó     | No clasificó | No clasificó | No clasificó | No clasificó | No clasificó | No clasificó | No clasificó | No clasificó |
| 1993  | Tercer lugar     | 3°           | 6            | 2            | 3            | 1            | 12           | 10           | Neira: 5     |
| 1995  | No clasificó     | No clasificó | No clasificó | No clasificó | No clasificó | No clasificó | No clasificó | No clasificó | No clasificó |
| 1997  | Primera ronda    | 9°           | 3            | 1            | 1            | 1            | 7            | 4            | Viveros: 2   |
| 1999  | No clasificó     | No clasificó | No clasificó | No clasificó | No clasificó | No clasificó | No clasificó | No clasificó | No clasificó |
| 2001  | No clasificó     | No clasificó | No clasificó | No clasificó | No clasificó | No clasificó | No clasificó | No clasificó | No clasificó |
| 2003  | No clasificó     | No clasificó | No clasificó | No clasificó | No clasificó | No clasificó | No clasificó | No clasificó | No clasificó |
| 2005  | No clasificó     | No clasificó | No clasificó | No clasificó | No clasificó | No clasificó | No clasificó | No clasificó | No clasificó |
| 2007  | No clasificó     | No clasificó | No clasificó | No clasificó | No clasificó | No clasificó | No clasificó | No clasificó | No clasificó |
| 2009  | No clasificó     | No clasificó | No clasificó | No clasificó | No clasificó | No clasificó | No clasificó | No clasificó | No clasificó |
| 2011  | No clasificó     | No clasificó | No clasificó | No clasificó | No clasificó | No clasificó | No clasificó | No clasificó | No clasificó |
| 2013  | No clasificó     | No clasificó | No clasificó | No clasificó | No clasificó | No clasificó | No clasificó | No clasificó | No clasificó |
| 2015  | Octavos de final | 13°          | 4            | 1            | 1            | 2            | 7            | 11           | Allende: 2   |
| 2017  | Fase de grupos   | 21°          | 3            | 0            | 1            | 2            | 0            | 7            | -            |
| 2019  | Octavos de final | 16°          | 4            | 1            | 0            | 3            | 7            | 9            | Cruz: 2      |
| 2023  | No clasificó     | No clasificó | No clasificó | No clasificó | No clasificó | No clasificó | No clasificó | No clasificó | No clasificó |
| 2025  | Clasificado      | Clasificado  | Clasificado  | Clasificado  | Clasificado  | Clasificado  | Clasificado  | Clasificado  | Clasificado  |
| Total | 6/20             | 30.°         | 20           | 5            | 6            | 9            | 33           | 41           | Neira: 5     |

### Partidos en la Copa Mundial de Fútbol Sub-17
| Partidos Copa del Mundo sub-17 (Contra equipos) | Partidos Copa del Mundo sub-17 (Contra equipos) | Partidos Copa del Mundo sub-17 (Contra equipos) | Partidos Copa del Mundo sub-17 (Contra equipos) | Partidos Copa del Mundo sub-17 (Contra equipos) | Partidos Copa del Mundo sub-17 (Contra equipos) | Partidos Copa del Mundo sub-17 (Contra equipos) | Partidos Copa del Mundo sub-17 (Contra equipos) |
| Equipo                                          | PJ                                              | PG                                              | PE                                              | PP                                              | GF                                              | GC                                              |                                                 |
| ----------------------------------------------- | ----------------------------------------------- | ----------------------------------------------- | ----------------------------------------------- | ----------------------------------------------- | ----------------------------------------------- | ----------------------------------------------- | ----------------------------------------------- |
| Alemania                                        | 1                                               | 0                                               | 0                                               | 1                                               | 0                                               | 1                                               |                                                 |
| Brasil                                          | 1                                               | 0                                               | 0                                               | 1                                               | 2                                               | 3                                               |                                                 |
| Checoslovaquia                                  | 1                                               | 1                                               | 0                                               | 0                                               | 4                                               | 1                                               |                                                 |
| China                                           | 1                                               | 0                                               | 1                                               | 0                                               | 2                                               | 2                                               |                                                 |
| Corea del Sur                                   | 1                                               | 0                                               | 0                                               | 1                                               | 1                                               | 2                                               |                                                 |
| Croacia                                         | 1                                               | 0                                               | 1                                               | 0                                               | 1                                               | 1                                               |                                                 |
| Egipto                                          | 1                                               | 0                                               | 1                                               | 0                                               | 1                                               | 1                                               |                                                 |
| Estados Unidos                                  | 1                                               | 1                                               | 0                                               | 0                                               | 4                                               | 1                                               |                                                 |
| Francia                                         | 1                                               | 0                                               | 0                                               | 1                                               | 0                                               | 2                                               |                                                 |
| Ghana                                           | 1                                               | 0                                               | 0                                               | 1                                               | 0                                               | 3                                               |                                                 |
| Haití                                           | 1                                               | 1                                               | 0                                               | 0                                               | 4                                               | 2                                               |                                                 |
| Inglaterra                                      | 1                                               | 0                                               | 0                                               | 1                                               | 0                                               | 4                                               |                                                 |
| Irak                                            | 1                                               | 0                                               | 0                                               | 1                                               | 0                                               | 3                                               |                                                 |
| México                                          | 2                                               | 0                                               | 1                                               | 1                                               | 1                                               | 4                                               |                                                 |
| Nigeria                                         | 1                                               | 0                                               | 0                                               | 1                                               | 1                                               | 5                                               |                                                 |
| Polonia                                         | 2                                               | 0                                               | 2                                               | 0                                               | 4                                               | 4                                               |                                                 |
| Tailandia                                       | 1                                               | 1                                               | 0                                               | 0                                               | 6                                               | 2                                               |                                                 |
| Túnez                                           | 1                                               | 1                                               | 0                                               | 0                                               | 2                                               | 0                                               |                                                 |
| Total                                           | 20                                              | 5                                               | 6                                               | 9                                               | 33                                              | 41                                              |                                                 |

### Campeonato Sudamericano Sub-17
| Año  | Ronda         | Posición | PJ | PG | PE | PP | GF | GC | Goleador                                    |
| ---- | ------------- | -------- | -- | -- | -- | -- | -- | -- | ------------------------------------------- |
| 1985 | Cuarto lugar  | 4°       | 8  | 3  | 1  | 4  | 11 | 11 |                                             |
| 1986 | Primera ronda | 8.º      | 4  | 0  | 3  | 1  | 3  | 4  |                                             |
| 1988 | Primera ronda | 5.º      | 4  | 2  | 0  | 2  | 8  | 5  |                                             |
| 1991 | Cuarto lugar  | 4.º      | 7  | 2  | 3  | 2  | 7  | 5  |                                             |
| 1993 | Subcampeón    | 2.º      | 7  | 2  | 3  | 2  | 20 | 13 |                                             |
| 1995 | Cuarto lugar  | 4.º      | 7  | 1  | 3  | 3  | 9  | 12 |                                             |
| 1997 | Tercer lugar  | 3.º      | 7  | 3  | 1  | 3  | 14 | 12 |                                             |
| 1999 | Primera ronda | 7.º      | 4  | 1  | 1  | 2  | 4  | 5  |                                             |
| 2001 | Primera ronda | 10.º     | 4  | 0  | 1  | 3  | 9  | 13 |                                             |
| 2003 | Primera ronda | 6.º      | 4  | 1  | 0  | 3  | 4  | 7  |                                             |
| 2005 | Primera ronda | 6.º      | 4  | 2  | 0  | 2  | 6  | 7  | Sánchez: 2                                  |
| 2007 | Primera ronda | 9.º      | 4  | 1  | 0  | 3  | 3  | 5  | Bustos: 2                                   |
| 2009 | Primera ronda | 7.º      | 4  | 1  | 1  | 2  | 4  | 7  | Gonzalez: 2                                 |
| 2011 | Primera ronda | 7.º      | 4  | 1  | 1  | 2  | 5  | 8  | Henríquez: 3                                |
| 2013 | Primera ronda | 8.º      | 4  | 0  | 3  | 1  | 3  | 4  | Medel, Vegas, Carvallo: 1                   |
| 2015 | Primera ronda | 10.º     | 4  | 0  | 0  | 4  | 4  | 12 | Mazuela: 2                                  |
| 2017 | Subcampeón    | 2°       | 9  | 5  | 2  | 2  | 7  | 7  | Zúñiga: 2                                   |
| 2019 | Subcampeón    | 2°       | 9  | 5  | 2  | 2  | 17 | 9  | Aravena, Rojas: 4                           |
| 2023 | Fase Final    | 6.º      | 9  | 2  | 1  | 6  | 5  | 15 | Hales, Román, Campos, Riquelme y Ampuero: 1 |
| 2025 | Cuarto lugar  | 4.º      | 6  | 3  | 0  | 3  | 9  | 7  | Olguin: 3                                   |

### Partidos en el Campeonato Sudamericano Sub-17
Actualizado de acuerdo al último partido jugado el 12 de abril de 2025.
| País      | PJ  | PG | PE | PP | GF  | GC  | DG  |
| --------- | --- | -- | -- | -- | --- | --- | --- |
| Argentina | 12  | 1  | 2  | 9  | 7   | 23  | -16 |
| Bolivia   | 11  | 5  | 2  | 4  | 31  | 13  | +18 |
| Brasil    | 20  | 0  | 5  | 15 | 16  | 51  | -35 |
| Colombia  | 12  | 5  | 4  | 3  | 13  | 12  | +1  |
| Ecuador   | 14  | 5  | 3  | 6  | 16  | 23  | -7  |
| Paraguay  | 12  | 4  | 2  | 6  | 16  | 21  | -5  |
| Perú      | 9   | 5  | 2  | 2  | 13  | 7   | +6  |
| Uruguay   | 12  | 3  | 3  | 6  | 12  | 22  | -10 |
| Venezuela | 11  | 6  | 3  | 2  | 15  | 8   | +7  |
| Totales   | 113 | 34 | 26 | 53 | 139 | 179 | -40 |

### Fútbol en los Juegos Suramericanos
Anteriormente a 1994, el fútbol en los Juegos Suramericanos se jugaba entre selecciones sub-19 o sub-20.
| Año   | Ronda                          | Posición                       | PJ                             | PG                             | PE                             | PP                             | GF                             | GC                             |                                |
| ----- | ------------------------------ | ------------------------------ | ------------------------------ | ------------------------------ | ------------------------------ | ------------------------------ | ------------------------------ | ------------------------------ | ------------------------------ |
| 1994  | No clasificó                   | No clasificó                   | No clasificó                   | No clasificó                   | No clasificó                   | No clasificó                   | No clasificó                   | No clasificó                   | No clasificó                   |
| 1998  | No se realizó torneo de fútbol | No se realizó torneo de fútbol | No se realizó torneo de fútbol | No se realizó torneo de fútbol | No se realizó torneo de fútbol | No se realizó torneo de fútbol | No se realizó torneo de fútbol | No se realizó torneo de fútbol | No se realizó torneo de fútbol |
| 2002  | No se realizó torneo de fútbol | No se realizó torneo de fútbol | No se realizó torneo de fútbol | No se realizó torneo de fútbol | No se realizó torneo de fútbol | No se realizó torneo de fútbol | No se realizó torneo de fútbol | No se realizó torneo de fútbol | No se realizó torneo de fútbol |
| 2006  | No se realizó torneo de fútbol | No se realizó torneo de fútbol | No se realizó torneo de fútbol | No se realizó torneo de fútbol | No se realizó torneo de fútbol | No se realizó torneo de fútbol | No se realizó torneo de fútbol | No se realizó torneo de fútbol | No se realizó torneo de fútbol |
| 2010  | Cuarto lugar                   | 4º                             | 3                              | 0                              | 2                              | 1                              | 2                              | 4                              |                                |
| 2014  | Cuarto lugar                   | 4º                             | 4                              | 1                              | 1                              | 2                              | 8                              | 9                              |                                |
| Total | 2/3                            | 4°                             | 7                              | 1                              | 3                              | 3                              | 10                             | 13                             |                                |

## Selección de Chile en Mundiales Sub-17

### Japón 1993
La Copa Mundial de Fútbol Sub-17 fue llevado a cabo en Japón desde el 21 de agosto al 4 de septiembre en las ciudades japonesas de Tokio, Hiroshima, Kioto, Kōbe, Nagoya y Gifu.
Este fue la primera presentación de Chile en la Copa Mundial de Fútbol Sub-17. El logro ocurrió calificando en el segundo lugar durante el Campeonato Sudamericano Sub-17, detrás de Colombia y delante de Argentina.
De los cuatro grupos en el torneo, Chile fue situado en el grupo D que contuvo a las selecciones de Polonia, Túnez y China.
Los juegos del grupo fueron llevados a cabo en la ciudad de Hiroshima, desde el 22 de agosto donde debutó Chile frente a China, ganadores del Campeonato Sub-17 de la AFC. El juego terminó en un empate 2:2.
El 24 de agosto, Chile jugó contra Túnez, donde Chile tuvo una valiosa victoria por una cuenta de 2:0. El tercer partido, altamente disputado, fue contra Polonia, en una batalla por el primer lugar dentro del grupo D. El partido terminó 3:3 con Chile calificando en el segundo lugar con un total de 4 puntos.
En los cuartos de final, Chile jugó contra Checoslovaquia el 29 de agosto en Kioto. Chile se encendió al derrotar Checoslovaquia 4:1 que ganaba el paso para las semifinales.
El 1 de septiembre, en las semifinales, cayeron contra Ghana. La velocidad, el contraatacar y la fuerza de los jugadores africanos derrotaron el equipo chileno. El partido terminó 3:0 y relegó a Chile a disputar el tercer lugar del torneo.
El tercer lugar lo disputó Chile contra Polonia, en donde después de otra batalla, Chile se encendería contra Polonia con un penal de Sebastián Rozental durante los minutos de cierre del partido. Chile ganó en última instancia con penales con (4-2) y obtuvo el tercer lugar.

| Equipo  | Pts | PJ | PG | PE | PP | GF | GC | Dif |
| ------- | --- | -- | -- | -- | -- | -- | -- | --- |
| Polonia | 5   | 3  | 2  | 1  | 0  | 8  | 4  | 4   |
| Chile   | 4   | 3  | 1  | 2  | 0  | 7  | 5  | 2   |
| Túnez   | 2   | 3  | 1  | 0  | 2  | 2  | 5  | -3  |
| China   | 1   | 3  | 0  | 1  | 2  | 2  | 5  | -3  |

| 22 de agosto de 1993, 17:00 | Chile                    | 2:2 (0:1) | China            | Estadio del Gran Arco, Hiroshima                      |                                                       |
|                             | Neira 62' · Rozental 67' |           | Yu 18' · Yao 60' | Asistencia: 1.608 espectadores Árbitro(s): Brian Hall | Asistencia: 1.608 espectadores Árbitro(s): Brian Hall |

| 24 de agosto de 1993, 17:00 | Chile                | 2:0 (1:0) | Túnez | Estadio del Gran Arco, Hiroshima                            |                                                             |
|                             | Tapia 4' · Neira 48' |           |       | Asistencia: 1.503 espectadores Árbitro(s): Shinichiro Obata | Asistencia: 1.503 espectadores Árbitro(s): Shinichiro Obata |

| 26 de agosto de 1993, 17:00 | Chile                                        | 3:3 (1:2) | Polonia                            | Estadio del Gran Arco, Hiroshima                            |                                                             |
|                             | Osorio 38' · Rozental 61' (pen.) · Neira 67' |           | Orliński 14', 34' · Wichniarek 43' | Asistencia: 4.851 espectadores Árbitro(s): Shinichiro Obata | Asistencia: 4.851 espectadores Árbitro(s): Shinichiro Obata |

#### Cuartos de final
| 29 de agosto de 1993, 19:00 | Checoslovaquia | 1:4 (1:2) | Chile                                           | Estadio Nishikyogoku, Kioto                                    |                                                                |
|                             | Ruman 40'      |           | Rozental 11' (pen.) · Tapia 31' · Neira 65' 66' | Asistencia: 7.500 espectadores Árbitro(s): Jean-Fidèle Diramba | Asistencia: 7.500 espectadores Árbitro(s): Jean-Fidèle Diramba |

#### Semifinales
| 1 de septiembre de 1993, 19:00 | Ghana                             | 3:0 (1:0) | Chile | Estadio Olímpico, Tokio                                 |                                                         |
|                                | Fameye 29' · Armah 48' · Duah 80' |           |       | Asistencia: 7.500 espectadores Árbitro(s): Anders Friks | Asistencia: 7.500 espectadores Árbitro(s): Anders Friks |

#### Tercer Lugar
| 4 de septiembre de 1993, 16:30 | Chile                           | 1:1 (1:1, 0:1) (t. s.)(4:2 p.) | Polonia                                 | Estadio Olímpico, Tokio                                     |                                                             |
|                                | Rozental 77' (pen.)             | Reporte                        | Poli 26' (a.g.)                         | Asistencia: 15.000 espectadores Árbitro(s): Omar Al Mehanna | Asistencia: 15.000 espectadores Árbitro(s): Omar Al Mehanna |
|                                |                                 | Tiros desde el punto penal     |                                         |                                                             |                                                             |
|                                | Lobos · Tapia · Galaz · Garrido |                                | Thiede · Wichniarek · Drajer · Kukiełka |                                                             |                                                             |

### Egipto 1997
Para la edición de 1997 Chile clasificó en el tercer lugar detrás de Brasil y Argentina en el Sudamericano de 1997. El torneo se celebró en Egipto, en las ciudades de El Cairo, Ismailia, Alejandría y Port Said, del 4 al 21 septiembre. Chile se ubicó en un grupo, que incluía a los equipos de Egipto, Alemania y Tailandia.
El 5 de septiembre, Chile debutó ante la poderosa Alemania, en la capital de El Cairo y después de un primer tiempo sin goles, Chile fue derrotado por los alemanes por 1-0.
El 7 de septiembre, Chile jugó ante el país anfitrión Egipto. Después de que Egipto, estaba ganando por un gol, Chile llegó a empatar y el partido acabó con un empate 1-1.
El 10 de septiembre en Ismailia, Chile se enfrentó a Tailandia. En un entretenido partido, Chile derrotó a los asiáticos, por un marcador de 6-2. El resultado no sería suficiente, para avanzar a la segunda ronda. Chile con solo 4 puntos no pudo superar a Egipto, ubicado en el segundo lugar con 5 puntos.
| Equipo    | Pts | PJ | PG | PE | PP | GF | GC | Dif |
| --------- | --- | -- | -- | -- | -- | -- | -- | --- |
| Alemania  | 7   | 3  | 2  | 1  | 0  | 5  | 1  | 4   |
| Egipto    | 5   | 3  | 1  | 2  | 0  | 5  | 4  | 1   |
| Chile     | 4   | 3  | 1  | 1  | 1  | 7  | 4  | 3   |
| Tailandia | 0   | 3  | 0  | 0  | 3  | 4  | 12 | -8  |

| 5 de septiembre de 1997, 20:30 | Chile | 0:1 (0:0) | Alemania  | Estadio Internacional, El Cairo                        |                                                        |
|                                |       |           | Adzic 81' | Asistencia: 10.000 espectadores Árbitro(s): Ian McLeod | Asistencia: 10.000 espectadores Árbitro(s): Ian McLeod |

| 7 de septiembre de 1997, 18:15 | Egipto   | 1:1 (1:0) | Chile          | Estadio Internacional, El Cairo                             |                                                             |
|                                | Abou 37' |           | Villalobos 69' | Asistencia: 75.000 espectadores Árbitro(s): Gilberto Alcalá | Asistencia: 75.000 espectadores Árbitro(s): Gilberto Alcalá |

| 10 de septiembre de 1997, 20:30 | Tailandia                     | 2:6 (1:1) | Chile                                                                              | Estadio de Ismailia, Ismailia                           |                                                         |
|                                 | Matong 45+2' · Suksomkint 82' |           | Viveros 41', 62' · Maldonado 52' (pen.) · Mirosevic 67' · Álvarez 83' · Zúñiga 89' | Asistencia: 2.500 espectadores Árbitro(s): Jacek Granat | Asistencia: 2.500 espectadores Árbitro(s): Jacek Granat |

### Chile 2015
En su primer duelo Chile empataría 1-1 ante Croacia en el Estadio Nacional. En su segundo duelo perderían 5-1 ante Nigeria, quien a la postre sería el campeón, donde poco pudo hacer frente al gran poderío físico de los africanos comandados por Victor Osimhen en el ataque, en un Estadio Sausalito lleno con 20 mil personas. En su tercer duelo Chile golearía 4-1 a los Estados Unidos con eso quedó tercero y clasificado.
En octavos de final, la roja comenzaría ganando frente a uno de los favoritos del torneo, la Selección de México, con gol de Brian Leiva pero finalmente quedarían eliminados tras perder 4-1 con un segundo tiempo donde los aztecas fueron claramente superiores, partido jugado en el Estadio Nelson Oyarzún de la ciudad de Chillán.
| Equipo         | Pts | PJ | PG | PE | PP | GF | GC | Dif |
| -------------- | --- | -- | -- | -- | -- | -- | -- | --- |
| Nigeria        | 6   | 3  | 2  | 0  | 1  | 8  | 3  | 5   |
| Croacia        | 5   | 3  | 1  | 2  | 0  | 5  | 4  | 1   |
| Chile          | 4   | 3  | 1  | 1  | 1  | 6  | 7  | -1  |
| Estados Unidos | 1   | 3  | 0  | 1  | 2  | 3  | 8  | -5  |

| 17 de octubre de 2015, 20:00 | Chile     | 1:1 (1:1) | Croacia | Estadio Nacional de Chile, Santiago                               |                                                                   |
|                              | Leiva 33' | Reporte   | Moro 8' | Asistencia: 28 062 espectadores Árbitro(s): Abdulrahman Al Jassim | Asistencia: 28 062 espectadores Árbitro(s): Abdulrahman Al Jassim |

| 20 de octubre de 2015, 20:00 | Chile       | 1:5 (0:2) | Nigeria                                                        | Estadio Sausalito, Viña del Mar                          |                                                          |
|                              | Allende 81' | Reporte   | Chukwueze 1' 61' · Nwakali 17' (pen.) · Osimhen 66' (pen.) 86' | Asistencia: 21 893 espectadores Árbitro(s): Ruddy Buquet | Asistencia: 21 893 espectadores Árbitro(s): Ruddy Buquet |

| 23 de octubre de 2015, 20:00 | Estados Unidos | 1:4 (1:1) | Chile                                             | Estadio Sausalito, Viña del Mar                       |                                                       |
|                              | Vázquez 10'    | Reporte   | Allende 20' · Mazuela 52' · Jara 86' · Moya 90+3' | Asistencia: 19 321 espectadores Árbitro(s): Matej Jug | Asistencia: 19 321 espectadores Árbitro(s): Matej Jug |

#### Octavos de final
| 28 de octubre de 2015, 17:00 | México                                               | 4:1 (1:1) | Chile     | Estadio Nelson Oyarzún, Chillán                            |                                                            |
|                              | Zamudio 42' · López 61' · Aguirre 69' · Cortés 90+3' | Reporte   | Leiva 40' | Asistencia: 10 700 espectadores Árbitro(s): Michael Oliver | Asistencia: 10 700 espectadores Árbitro(s): Michael Oliver |

### India 2017
Tras una exitoso Sudamericano clasificatorio, donde el equipo chileno se quedó con el segundo lugar del torneo de forma consecutiva en una eliminatoria celebrada en Chile, la selección compartió el grupo F en el mundial de la India con Inglaterra, Irak y México. Tras caer inapelablemente ante Inglaterra e Irak, en su último partido empató sin goles frente a México, con lo que se despidió del Mundial, sin marcar goles y con siete tantos en contra.
| Equipo     | Pts | PJ | PG | PE | PP | GF | GC | Dif |
| ---------- | --- | -- | -- | -- | -- | -- | -- | --- |
| Inglaterra | 9   | 3  | 3  | 0  | 0  | 11 | 2  | 9   |
| Irak       | 4   | 3  | 1  | 1  | 1  | 4  | 5  | -1  |
| México     | 2   | 3  | 0  | 2  | 1  | 3  | 4  | -1  |
| Chile      | 1   | 3  | 0  | 1  | 2  | 0  | 7  | -7  |

| 8 de octubre de 2017, 17:00 | Chile | 0:4 (0:1) | Inglaterra                                  | Yuva Bharati Krirangan, Calcuta                        |                                                        |
|                             |       | Reporte   | 5' Hudson-Odoi · 51' 60' Sancho · 81' Gomes | Asistencia: 46 154 espectadores Árbitro(s): Ryūji Satō | Asistencia: 46 154 espectadores Árbitro(s): Ryūji Satō |

| 11 de octubre de 2017, 20:00 | Irak                         | 3:0 (1:0) | Chile | Yuva Bharati Krirangan, Calcuta                            |                                                            |
|                              | Dawood 6' 68' · Valencia 81' | Reporte   |       | Asistencia: 50 286 espectadores Árbitro(s): Clément Turpin | Asistencia: 50 286 espectadores Árbitro(s): Clément Turpin |

| 14 de octubre de 2017, 20:00 | México | 0:0     | Chile | Estadio Atlético Indira Gandhi, Guwahati                  |                                                           |
|                              |        | Reporte |       | Asistencia: 15 794 espectadores Árbitro(s): Slavko Vinčić | Asistencia: 15 794 espectadores Árbitro(s): Slavko Vinčić |

### Brasil 2019
Chile clasificó al Mundial, al mando de Hernán Caputto, tras una excelente Campeonato Sudamericano de Fútbol Sub-17 de 2019, realizado en Lima, donde obtuvo el segundo lugar, relegado a ese puesto solo por la diferencia de gol, al obtener el mismo puntaje que Argentina. Sin embargo, a cuatro meses de la cita mundial, su entrenador renunció al no llegar a acuerdo con la dirigencia.
Bajo el mando de Cristián Leiva y con muy poco trabajo preparatorio, Chile inició su participación con una dura derrota frente a Francia. Sin poder levantar su nivel futbolístico, logró derrotar con ciertos inconvenientes a la selección de Haití. En su tercer partido, le bastaba un empate con Corea del Sur para clasificar a los octavos de final como segundo de su grupo, sin embargo, cayó por dos goles a uno, quedando así en el tercer lugar de su grupo y clasificando finalmente como uno de los mejores terceros. Esta posición lo llevó a enfrentar su cruce con el local Brasil, donde a pesar de realizar el mejor partido de todo el mundial, e incluso ir arriba en el marcador, Chile cayó por tres goles a dos y se despidió del evento.
Entre los jugadores que más destacaron en el promisorio equipo chileno se encuentran Gonzalo Tapia, Luis Rojas, Alexander Aravena y Joan Cruz, entre otros.
| Equipo        | Pts | PJ | PG | PE | PP | GF | GC | Dif |
| ------------- | --- | -- | -- | -- | -- | -- | -- | --- |
| Francia       | 9   | 3  | 3  | 0  | 0  | 7  | 1  | 6   |
| Corea del Sur | 6   | 3  | 2  | 0  | 1  | 5  | 5  | 0   |
| Chile         | 3   | 3  | 1  | 0  | 2  | 5  | 6  | -1  |
| Haití         | 0   | 3  | 0  | 0  | 3  | 3  | 8  | -5  |

| 27 de octubre de 2019, 17:00 | Francia                         | 2:0 (0:0) | Chile | Estadio Hailé Pinheiro, Goiânia                       |                                                       |
|                              | Agoumé 63' (pen.) · Lihadji 64' | Reporte   |       | Asistencia: 1469 espectadores Árbitro(s): Iván Barton | Asistencia: 1469 espectadores Árbitro(s): Iván Barton |

| 30 de octubre de 2019, 20:00 | Chile                                                | 4:2 (2:1) | Haití                             | Estadio Hailé Pinheiro, Goiânia                           |                                                           |
|                              | Rojas 11' · Ceneus 45' (a.g.) · Tapia 52' · Tati 89' | Reporte   | Jeanty 37' (pen.) · Jolicoeur 55' | Asistencia: 759 espectadores Árbitro(s): Andris Treimanis | Asistencia: 759 espectadores Árbitro(s): Andris Treimanis |

| 2 de noviembre de 2019, 17:00 | Chile    | 1:2 (1:2) | Corea del Sur      | Estadio Kléber Andrade, Cariacica                        |                                                          |
|                               | Oroz 41' | Reporte   | Paik 1' · Hong 30' | Asistencia: 4686 espectadores Árbitro(s): Georgi Kabakov | Asistencia: 4686 espectadores Árbitro(s): Georgi Kabakov |

#### Octavos de final
| 6 de noviembre de 2019, 20:00 | Brasil                                      | 3:2 (2:2) | Chile        | Estadio Bezerrão, Gama                                       |                                                              |
|                               | Kaio Jorge 8' 45+2' (pen.) · Diego Rosa 65' | Reporte   | Cruz 25' 41' | Asistencia: 12 534 espectadores Árbitro(s): Andris Treimanis | Asistencia: 12 534 espectadores Árbitro(s): Andris Treimanis |

### Catar 2025
Chile clasificó al Mundial, al mando de Sebastián Miranda Córdova, tras haber quedado segunda de su grupo en el Campeonato Sudamericano de Fútbol Sub-17 de 2025, realizado en Colombia, al obtener una derrota y tres victorias, entre ellas una histórica victoria ante Argentina. Finalizó su participación al quedar en cuarto lugar del campeonato tras perder las semifinales ante Brasil y posteriormente perder el partido por el tercer lugar ante Venezuela.
La selección compartirá el Grupo K, junto con Francia, Canadá y Uganda.
| Equipo  | Pts | PJ | PG | PE | PP | GF | GC | Dif |
| ------- | --- | -- | -- | -- | -- | -- | -- | --- |
| Francia | 0   | 0  | 0  | 0  | 0  | 0  | 0  | 0   |
| Chile   | 0   | 0  | 0  | 0  | 0  | 0  | 0  | 0   |
| Canadá  | 0   | 0  | 0  | 0  | 0  | 0  | 0  | 0   |
| Uganda  | 0   | 0  | 0  | 0  | 0  | 0  | 0  | 0   |

| 5 de noviembre de 2025 | Francia | vs. | Chile | Camp 5, Aspire Zone, Rayán |  |
|                        |         |     |       | Árbitro(s): [[]] VAR: [[]] |  |

| 8 de noviembre de 2025 | Uganda | vs. | Chile | Camp 6, Aspire Zone, Rayán |  |
|                        |        |     |       | Árbitro(s): [[]] VAR: [[]] |  |

| 11 de noviembre de 2025 | Chile | vs. | Canadá | Camp 6, Aspire Zone, Rayán |  |
|                         |       |     |        | Árbitro(s): [[]] VAR: [[]] |  |

## Planteles

### Planteles históricos en la Copa Mundial
A continuación, los planteles en Copas Mundiales Sub-17 del seleccionado juvenil chileno.
| Copa Mundial 1993   | Copa Mundial 1993     | Copa Mundial 1993 |
| Dorsal              | Jugador               | Posición          |
| ------------------- | --------------------- | ----------------- |
| 1                   | Ariel Salas           | ARQ               |
| 12                  | Carlos Torres         | ARQ               |
| 4                   | Nelson Garrido        | DEF               |
| 22                  | Ariel Araujo Calderon | DEF               |
| 6                   | Dion Valle            | DEF               |
| 7                   | Esteban Mancilla      | DEF               |
| 18                  | Dante Poli            | DEF               |
| 2                   | Silvio Rojas          | MED               |
| 3                   | Marco Muñoz           | MED               |
| 8                   | René Martínez         | MED               |
| 9                   | Alejandro Osorio      | MED               |
| 10                  | Frank Lobos           | MED               |
| 14                  | Pablo Herceg          | MED               |
| 11                  | Sebastián Rozental    | DEL               |
| 13                  | Héctor Tapia          | DEL               |
| 15                  | Patricio Galaz        | DEL               |
| 16                  | Mauricio Rojas        | DEL               |
| 17                  | Manuel Neira          | DEL               |
| D.T. Leonardo Véliz |                       |                   |

| Copa Mundial 1997     | Copa Mundial 1997      | Copa Mundial 1997 |
| Dorsal                | Jugador                | Posición          |
| --------------------- | ---------------------- | ----------------- |
| 1                     | Marcelo Jélvez         | ARQ               |
| 12                    | Patricio Vargas        | ARQ               |
| 2                     | Cristián Álvarez       | DEF               |
| 4                     | Denis Montecinos       | DEF               |
| 5                     | Pablo Díaz             | DEF               |
| 14                    | César Pino             | DEF               |
| 15                    | Rodolfo Madrid         | DEF               |
| 3                     | Claudio Maldonado      | MED               |
| 6                     | Germán Navea           | MED               |
| 8                     | Alonso Zúñiga          | MED               |
| 10                    | Milovan Mirosevic      | MED               |
| 11                    | Juan José Ribera       | MED               |
| 13                    | David Cubillos         | MED               |
| 7                     | Iván Álvarez           | DEL               |
| 9                     | Jorge Guzmán           | DEL               |
| 16                    | Manuel Villalobos      | DEL               |
| 17                    | Juan Francisco Viveros | DEL               |
| 18                    | Juan Pablo Úbeda       | DEL               |
| D.T. Vladimir Bigorra |                        |                   |

| Copa Mundial 2015 | Copa Mundial 2015 | Copa Mundial 2015 |
| Dorsal            | Jugador           | Posición          |
| ----------------- | ----------------- | ----------------- |
| 1                 | Luis Ureta        | ARQ               |
| 12                | Ignacio Azúa      | ARQ               |
| 21                | Zacarías López    | ARQ               |
| 2                 | Simón Ramírez     | DEF               |
| 3                 | Fabián Monilla    | DEF               |
| 5                 | Diego González    | DEF               |
| 17                | Diego Soto        | DEF               |
| 20                | Sebastian Ahumada | DEF               |
| 4                 | Manuel Reyes      | MED               |
| 6                 | Ignacio Saavedra  | MED               |
| 7                 | Gonzalo Jara      | MED               |
| 8                 | Yerko Leiva       | MED               |
| 10                | Marcelo Allende   | MED               |
| 13                | Camilo Moya       | MED               |
| 14                | Luciano Díaz      | MED               |
| 15                | René Meléndez     | MED               |
| 16                | Brian Leiva       | MED               |
| 9                 | Gabriel Mazuela   | DEL               |
| 11                | Mathías Pinto     | DEL               |
| 18                | Walter Ponce      | DEL               |
| 19                | Luis Salas        | DEL               |
| D.T. Miguel Ponce |                   |                   |

| Copa Mundial 2017   | Copa Mundial 2017    | Copa Mundial 2017 |
| Dorsal              | Jugador              | Posición          |
| ------------------- | -------------------- | ----------------- |
| 1                   | Rodrigo Cancino      | ARQ               |
| 12                  | Julio Bórquez        | ARQ               |
| 21                  | Hugo Araya           | ARQ               |
| 2                   | Gastón Zúñiga        | DEF               |
| 3                   | Lucas Alarcón        | DEF               |
| 4                   | Nicolás Aravena      | DEF               |
| 5                   | Yerco Oyanedel       | DEF               |
| 15                  | Sebastián Valencia   | DEF               |
| 18                  | Matías Silva         | DEF               |
| 6                   | Martín Lara          | MED               |
| 8                   | Maximiliano Guerrero | MED               |
| 10                  | Branco Provoste      | MED               |
| 16                  | Oliver Rojas         | MED               |
| 19                  | Mauricio Morales     | MED               |
| 7                   | Ignacio Contreras    | DEL               |
| 9                   | Ignacio Mesías       | DEL               |
| 11                  | Antonio Díaz         | DEL               |
| 13                  | Willian Gama         | DEL               |
| 14                  | Diego Valencia       | DEL               |
| 17                  | Pedro Campos         | DEL               |
| 20                  | Jairo Vásquez        | DEL               |
| D.T. Hernán Caputto |                      |                   |

| Copa Mundial 2019   | Copa Mundial 2019 | Copa Mundial 2019 |
| Dorsal              | Jugador           | Posición          |
| ------------------- | ----------------- | ----------------- |
| 1                   | Julio Fierro      | ARQ               |
| 12                  | Diego Carreño     | ARQ               |
| 21                  | Vicente Reyes     | ARQ               |
| 2                   | David Tati        | DEF               |
| 3                   | Nicolás Garrido   | DEF               |
| 4                   | Cristian Riquelme | DEF               |
| 5                   | Daniel González   | DEF               |
| 13                  | Bruno Gutiérrez   | DEF               |
| 15                  | Daniel Gutiérrez  | DEF               |
| 6                   | Vicente Pizarro   | MED               |
| 8                   | Danilo Díaz       | MED               |
| 10                  | Joan Cruz         | MED               |
| 14                  | César Pérez       | MED               |
| 16                  | Patricio Flores   | MED               |
| 20                  | Luis Rojas        | MED               |
| 7                   | Gonzalo Tapia     | DEL               |
| 9                   | Alexander Aravena | DEL               |
| 11                  | Alexander Oroz    | DEL               |
| 17                  | César Díaz        | DEL               |
| 18                  | Kennan Sepúlveda  | DEL               |
| 19                  | Lucas Assadi      | DEL               |
| D.T. Cristián Leiva |                   |                   |

### Planteles históricos en Sudamericanos
A continuación, los planteles en los Sudamericano Sub-17 del seleccionado juvenil chileno.
| Paraguay 1991       | Paraguay 1991    | Paraguay 1991 |
| Dorsal              | Jugador          | Posición      |
| ------------------- | ---------------- | ------------- |
| 1                   | Alex Varas       | ARQ           |
| 18                  | Alex Whiteley    | ARQ           |
| 2                   | David Reyes      | DEF           |
| 3                   | Freddy Ferragut  | DEF           |
| 4                   | Eduardo Bascuñán | DEF           |
| 5                   | Miguel Díaz      | DEF           |
| 13                  | Pablo Contreras  | DEF           |
| 17                  | Rodrigo Ramírez  | DEF           |
| 6                   | Clarence Acuña   | MED           |
| 7                   | Daniel Tissavak  | MED           |
| 8                   | Ricardo Robles   | MED           |
| 10                  | Roberto Videla   | MED           |
| 12                  | Manuel Céspedes  | MED           |
| 14                  | Andrés Muñoz     | MED           |
| 9                   | Juan Silva       | DEL           |
| 11                  | Marcelo Salas    | DEL           |
| 15                  | Juan Alegría     | DEL           |
| 16                  | Víctor Mella     | DEL           |
| D.T. Leonardo Véliz |                  |               |

| Colombia 1993       | Colombia 1993      | Colombia 1993 |
| Dorsal              | Jugador            | Posición      |
| ------------------- | ------------------ | ------------- |
|                     | Ariel Salas        | ARQ           |
|                     | Miguel Rendius     | ARQ           |
|                     | Dante Poli         | DEF           |
|                     | Marco Muñoz        | DEF           |
|                     | Frank Cañete       | DEF           |
|                     | Gustavo Valenzuela | DEF           |
|                     | Nelson Garrido     | DEF           |
|                     | Marcelo Álvarez    | DEF           |
|                     | Dion Valle         | DEF           |
|                     | Héctor Tapia       | MED           |
|                     | Frank Lobos        | MED           |
|                     | Alejandro Osorio   | MED           |
|                     | Mauricio White     | MED           |
|                     | Pablo Herceg       | MED           |
|                     | Rene Martínez      | MED           |
|                     | Sebastián Rozental | DEL           |
|                     | Manuel Neira       | DEL           |
|                     | Patricio Galaz     | DEL           |
|                     |                    |               |
| D.T. Leonardo Véliz |                    |               |

| Perú 1995             | Perú 1995              | Perú 1995 |
| Dorsal                | Jugador                | Posición  |
| --------------------- | ---------------------- | --------- |
|                       | Jorge Gárate           | ARQ       |
|                       | Leonardo Torres        | ARQ       |
|                       | Pablo Contreras        | DEF       |
|                       | Luis Mena              | DEF       |
|                       | Cristián Reynero       | DEF       |
|                       | Julio Luna             | DEF       |
|                       | Mauricio González      | DEF       |
|                       | Marcelo Rojas Vera     | DEF       |
|                       | Marcelo Rojas Espinoza | DEF       |
|                       | David Pizarro          | MED       |
|                       | Manuel Marroquín       | MED       |
|                       | Patricio Ormazábal     | MED       |
|                       | Juan Moraga            | MED       |
|                       | Miguel Montes          | MED       |
|                       | Mauricio Villanueva    | MED       |
|                       | Rodolfo Moya           | DEL       |
|                       |                        | DEL       |
|                       |                        | DEL       |
|                       |                        | DEL       |
|                       |                        | DEL       |
| D.T. Vladimir Bigorra |                        |           |

| Paraguay 1997         | Paraguay 1997     | Paraguay 1997 |
| Dorsal                | Jugador           | Posición      |
| --------------------- | ----------------- | ------------- |
|                       |                   | ARQ           |
|                       |                   | ARQ           |
|                       | Alonso Zúñiga     | DEF           |
|                       | Cristián Álvarez  | DEF           |
|                       |                   | DEF           |
|                       |                   | DEF           |
|                       |                   | DEF           |
|                       |                   | DEF           |
|                       |                   | DEF           |
|                       | Rodolfo Madrid    | MED           |
|                       | Claudio Maldonado | MED           |
|                       | Milovan Mirosevic | MED           |
|                       | Manuel Villalobos | MED           |
|                       | Germán Navea      | MED           |
|                       | Juan José Ribera  | MED           |
|                       | Maxi Fuentealba   | DEL           |
|                       |                   | DEL           |
|                       |                   | DEL           |
|                       |                   | DEL           |
|                       |                   | DEL           |
| D.T. Vladimir Bigorra |                   |               |

| Uruguay 1999      | Uruguay 1999       | Uruguay 1999 |
| Dorsal            | Jugador            | Posición     |
| ----------------- | ------------------ | ------------ |
|                   | Jaime Bravo        | ARQ          |
|                   |                    | ARQ          |
|                   | Waldo Ponce        | DEF          |
|                   |                    | DEF          |
|                   |                    | DEF          |
|                   |                    | DEF          |
|                   |                    | DEF          |
|                   |                    | DEF          |
|                   |                    | DEF          |
|                   | Hugo Droguett      | MED          |
|                   | Kormac Valdebenito | MED          |
|                   | Sebastián Pardo    | MED          |
|                   |                    | MED          |
|                   |                    | MED          |
|                   |                    | MED          |
|                   | Luis Flores Abarca | DEL          |
|                   | Rodrigo Sáez       | DEL          |
|                   |                    | DEL          |
|                   |                    | DEL          |
|                   |                    | DEL          |
| D.T. Héctor Pinto |                    |              |

| Perú 2001           | Perú 2001         | Perú 2001 |
| Dorsal              | Jugador           | Posición  |
| ------------------- | ----------------- | --------- |
|                     | Cristián Torralbo | ARQ       |
|                     | Pablo Pacheco     | ARQ       |
|                     | Claudio Muñoz     | DEF       |
|                     |                   | DEF       |
|                     |                   | DEF       |
|                     |                   | DEF       |
|                     |                   | DEF       |
|                     |                   | DEF       |
|                     |                   | DEF       |
|                     | César Cortés      | MED       |
|                     | Nicolás Núñez     | MED       |
|                     | Luis Jiménez      | MED       |
|                     |                   | MED       |
|                     |                   | MED       |
|                     |                   | MED       |
|                     | Mauricio Pinilla  | DEL       |
|                     | Mark González     | DEL       |
|                     |                   | DEL       |
|                     |                   | DEL       |
|                     |                   | DEL       |
| D.T. Roberto Álamos |                   |           |

| Bolivia 2003      | Bolivia 2003         | Bolivia 2003 |
| Dorsal            | Jugador              | Posición     |
| ----------------- | -------------------- | ------------ |
|                   | Carlos Arias         | ARQ          |
|                   | Nicolás Toro         | ARQ          |
|                   | Diego Rosende        | DEF          |
|                   | Sebastián Montesinos | DEF          |
|                   | Aníbal Villagrán     | DEF          |
|                   | Alejandro Gaete      | DEF          |
|                   | Hans Martínez        | DEF          |
|                   | Wladimir López       | DEF          |
|                   | Iván Valenzuela      | DEF          |
|                   | Eduardo Tudela       | DEF          |
|                   | Cristián Olguín      | DEF          |
|                   | Eric Pino            | MED          |
|                   | Felipe Henríquez     | MED          |
|                   | Matías Fernández     | MED          |
|                   | Sebastián Páez       | MED          |
|                   | Carlos Villanueva    | DEL          |
|                   | Willy Topp           | DEL          |
|                   | José Soto            | DEL          |
|                   | Felipe Flores        | DEL          |
|                   | Álvaro Romo          | DEL          |
| D.T. César Vaccia |                      |              |

| Venezuela 2005     | Venezuela 2005     | Venezuela 2005 |
| Dorsal             | Jugador            | Posición       |
| ------------------ | ------------------ | -------------- |
|                    | Cristopher Toselli | ARQ            |
|                    | Carlos Lemus       | ARQ            |
|                    | Juan Abarca        | DEF            |
|                    | Cristian Abarca    | DEF            |
|                    | Bastián Arce       | DEF            |
|                    | Mauricio Isla      | DEF            |
|                    | Cristóbal López    | DEF            |
|                    | Jaime Jerez        | DEF            |
|                    | Carlos Rivera      | MED            |
|                    | Gerardo Cortes     | MED            |
|                    | Cristóbal Jorquera | MED            |
|                    | Jaime Rivera       | MED            |
|                    | Sebastián Varas    | MED            |
|                    | Gonzalo Sepúlveda  | MED            |
|                    | Cristóbal Chávez   | DEL            |
|                    | Rodrigo Tapia      | DEL            |
|                    | Michael Silva      | DEL            |
|                    | Patricio Salas     | DEL            |
|                    | Matías Campos      | DEL            |
|                    | Alexis Sánchez     | DEL            |
| D.T. Jorge Aravena |                    |                |

| Ecuador 2007       | Ecuador 2007         | Ecuador 2007 |
| Dorsal             | Jugador              | Posición     |
| ------------------ | -------------------- | ------------ |
| 1                  | Ignacio Hasbún       | ARQ          |
| 12                 | Diego Figueroa       | ARQ          |
| 2                  | Felipe Moreno        | DEF          |
| 3                  | Miguel Escalona      | DEF          |
| 5                  | Sebastián Toro       | DEF          |
| 13                 | Enzo Vargas          | DEF          |
| 15                 | Carlos Labrín        | DEF          |
| 18                 | José Luis Valderrama | DEF          |
| 4                  | José González        | MED          |
| 6                  | Esteban Pavez        | MED          |
| 7                  | Eduardo Villagra     | MED          |
| 8                  | Sebastián Ubilla     | MED          |
| 10                 | Danilo Bustos        | MED          |
| 14                 | Hans Salinas         | MED          |
| 9                  | Karl Reimann         | DEL          |
| 11                 | Renato González      | DEL          |
| 16                 | Carlos Oyaneder      | DEL          |
| 17                 | Rodrigo Asenjo       | DEL          |
| 19                 | Carlos Mansilla      | DEL          |
| 20                 | Carlos Pérez         | DEL          |
| D.T. José Sulantay |                      |              |

| Chile 2009        | Chile 2009         | Chile 2009 |
| Dorsal            | Jugador            | Posición   |
| ----------------- | ------------------ | ---------- |
| 1                 | Leonardo Rayo      | ARQ        |
| 12                | Darío Melo         | ARQ        |
| 2                 | Enzo Roco          | DEF        |
| 3                 | Matías Navarrete   | DEF        |
| 4                 | David Villarroel   | DEF        |
| 5                 | Mario Parra        | DEF        |
| 13                | Pedro Salgado      | DEF        |
| 14                | José Fernández     | DEF        |
| 19                | Jorge Aravena      | DEF        |
| 6                 | Claudio Sepúlveda  | MED        |
| 7                 | Gustavo Ramírez    | MED        |
| 8                 | Santiago Dittborn  | MED        |
| 10                | César Valenzuela   | MED        |
| 11                | Álex González      | MED        |
| 18                | Camilo Peña        | MED        |
| 9                 | Álvaro Ramos       | DEL        |
| 15                | Erick Mora         | DEL        |
| 16                | Cristián Contreras | DEL        |
| 17                | Frank Fernández    | DEL        |
| 20                | Matías Jadue       | DEL        |
| D.T. César Vaccia |                    |            |

| Ecuador 2011      | Ecuador 2011       | Ecuador 2011 |
| Dorsal            | Jugador            | Posición     |
| ----------------- | ------------------ | ------------ |
| 1                 | Pablo Jara         | ARQ          |
| 12                | Claudio Abarca     | ARQ          |
| 2                 | Rodrigo Moya       | DEF          |
| 3                 | Cristóbal Vergara  | DEF          |
| 4                 | Martín Cortés      | DEF          |
| 5                 | Maximiliano Gálvez | DEF          |
| 13                | Igor Lichnovsky    | DEF          |
| 14                | Narciso Cabrera    | DEF          |
| 6                 | Jorge González     | MED          |
| 8                 | Andrés Robles      | MED          |
| 10                | Bryan Rabello      | MED          |
| 11                | Gerardo Navarrete  | MED          |
| 15                | Rodrigo Quiroga    | MED          |
| 16                | Fabián Manzano     | MED          |
| 20                | Diego Rojas        | MED          |
| 7                 | Ariel Páez         | DEL          |
| 9                 | Ángelo Henríquez   | DEL          |
| 17                | Dante Flores       | DEL          |
| 18                | Nicolás Palma      | DEL          |
| 19                | Bastián Crisóstomo | DEL          |
| D.T. George Biehl |                    |              |

| Argentina 2013     | Argentina 2013    | Argentina 2013 |
| Dorsal             | Jugador           | Posición       |
| ------------------ | ----------------- | -------------- |
| 1                  | Miguel Vargas     | ARQ            |
| 12                 | Luis Sotomayor    | ARQ            |
| 23                 | Eryin Sanhueza    | ARQ            |
| 2                  | Dilan Zúñiga      | DEF            |
| 3                  | Sebastián Vegas   | DEF            |
| 4                  | Benjamín Kuscevic | DEF            |
| 13                 | Stefano Contreras | DEF            |
| 19                 | Jordano Cisterna  | DEF            |
| 20                 | Carlos Geraldo    | DEF            |
| 22                 | Dino Agote        | DEF            |
| 6                  | Jorge Araya       | MED            |
| 7                  | Jaime Carreño     | MED            |
| 8                  | Kevin Medel       | MED            |
| 10                 | Luis Oyarzo       | MED            |
| 15                 | Eduardo Navarrete | MED            |
| 16                 | Sebastián Díaz    | MED            |
| 18                 | Carlos Lobos      | MED            |
| 21                 | Bryan Carvallo    | MED            |
| 5                  | Misael Cubillos   | DEL            |
| 9                  | Sebastián Gómez   | DEL            |
| 11                 | Matías Ramírez    | DEL            |
| 14                 | Ian Leal          | DEL            |
| 17                 | Franco Ortega     | DEL            |
| D.T. Mariano Puyol |                   |                |

| Paraguay 2015       | Paraguay 2015       | Paraguay 2015 |
| Dorsal              | Jugador             | Posición      |
| ------------------- | ------------------- | ------------- |
| 1                   | Zacarías López      | ARQ           |
| 12                  | Omar Fernández      | ARQ           |
| 22                  | Luis Ureta          | ARQ           |
| 2                   | Ricardo Álvarez     | DEF           |
| 4                   | Lukas Soza          | DEF           |
| 5                   | Diego González      | DEF           |
| 8                   | Víctor Araya        | DEF           |
| 11                  | Simón Ramírez       | DEF           |
| 19                  | Juan José Soriano   | DEF           |
| 20                  | Kevin Madariaga     | DEF           |
| 6                   | Marcelo Sandoval    | MED           |
| 7                   | David Salazar       | MED           |
| 13                  | Maximiliano Riveros | MED           |
| 14                  | Branco Provoste     | MED           |
| 15                  | Mathias Galdames    | MED           |
| 16                  | Celin Valdés        | MED           |
| 9                   | Gabriel Mazuela     | DEL           |
| 10                  | René Meléndez       | DEL           |
| 17                  | Manuel Reyes        | DEL           |
| 18                  | Antonio Ramírez     | DEL           |
| 21                  | Iván Morales        | DEL           |
| D.T. Alfredo Grelak |                     |               |

| Chile 2017          | Chile 2017         | Chile 2017 |
| Dorsal              | Jugador            | Posición   |
| ------------------- | ------------------ | ---------- |
| 1                   | Rodrigo Cancino    | ARQ        |
| 12                  | Julio Bórquez      | ARQ        |
| 22                  | Hugo Araya         | ARQ        |
| 2                   | Gastón Zúñiga      | DEF        |
| 3                   | Lucas Alarcón      | DEF        |
| 4                   | Nicolás Aravena    | DEF        |
| 15                  | Sebastián Valencia | DEF        |
| 5                   | Yerco Oyanedel     | DEF        |
| 17                  | Matías Ferrari     | DEF        |
| 18                  | Matías Silva       | DEF        |
| 6                   | Martín Lara        | MED        |
| 8                   | Tomás Espinoza     | MED        |
| 10                  | Branco Provoste    | MED        |
| 19                  | Mauricio Morales   | MED        |
| 16                  | Oliver Rojas       | MED        |
| 7                   | Nicolás Gutiérrez  | DEL        |
| 9                   | Zederick Vega      | DEL        |
| 11                  | Pedro Campos       | DEL        |
| 13                  | Willian Gama       | DEL        |
| 14                  | Diego Valencia     | DEL        |
| 20                  | Antonio Díaz       | DEL        |
| 21                  | Benjamín Cam       | DEL        |
| 23                  | Alexis Valencia    | DEL        |
| D.T. Hernán Caputto |                    |            |

| Perú 2019           | Perú 2019           | Perú 2019 |
| Dorsal              | Jugador             | Posición  |
| ------------------- | ------------------- | --------- |
| 1                   | Julio Fierro        | ARQ       |
| 12                  | Vicente Reyes       | ARQ       |
| 23                  | Diego Carreño       | ARQ       |
| 2                   | David Tati          | DEF       |
| 3                   | Patricio Flores     | DEF       |
| 4                   | Cristián Riquelme   | DEF       |
| 5                   | Daniel González     | DEF       |
| 13                  | Daniel Gutiérrez    | DEF       |
| 16                  | Nicolás Garrido     | DEF       |
| 17                  | Joaquín Gutiérrez   | DEF       |
| 6                   | Danilo Díaz         | MED       |
| 8                   | Vicente Pizarro     | MED       |
| 14                  | César Pérez         | MED       |
| 15                  | Christopher Saldías | MED       |
| 18                  | Bastián Ubal        | MED       |
| 20                  | Luis Rojas          | MED       |
| 7                   | Gonzalo Tapia       | DEL       |
| 9                   | César Díaz          | DEL       |
| 10                  | Alexander Aravena   | DEL       |
| 11                  | Kennan Sepúlveda    | DEL       |
| 19                  | Alexander Oroz      | DEL       |
| 21                  | Benjamín Osses      | DEL       |
| 22                  | Matías Belmar       | DEL       |
| D.T. Hernán Caputto |                     |           |

### Última convocatoria
Actualizado el 8 de abril de 2025
Jugadores convocados para disputar el Sudamericano Sub-17 (son tenidos en cuenta los jugadores nacidos entre el 1 de enero de 2008 y el 31 de diciembre de 2012).
| N.º | Nombre              | Posición   | Club                      |
| --- | ------------------- | ---------- | ------------------------- |
|     | Vicente Villegas    | Arquero    | Coquimbo Unido            |
|     | Vicente Armijo      | Arquero    | Unión Española            |
|     | Santiago Tapia Plá  | Arquero    | Colo-Colo                 |
|     | Martín Jiménez      | DFC        | Audax Italiano            |
|     | Bruno Torres        | DFC        | Colo-Colo                 |
|     | Matías Orellana     | DFC        | Colo-Colo                 |
|     | Alonso Olguín       | DFC        | Colo-Colo                 |
|     | Jaime Poblete       | DFC        | Universidad de Concepción |
|     | Ricardo Guzmán      | DFC        | O'Higgins                 |
|     | Benjamín Díaz       | DFC        | Universidad de Chile      |
|     | Renato Núñez        | DFC        | Universidad de Chile      |
|     | Agustín Silva       | DFC        | Colo-Colo                 |
|     | Máximo Zúñiga       | MC         | O'Higgins                 |
|     | Diego Molina        | MC         | Santiago Wanderers        |
|     | Sebastián Vargas    | MC         | Santiago Wanderers        |
|     | Nicolás Pérez       | MC         | Deportes Temuco           |
|     | Vicente Lehue       | MC         | Palestino                 |
|     | Ian Alegría         | DC         | Palestino                 |
|     | Yastin Cuevas       | DC         | Colo-Colo                 |
|     | Zidane Yáñez        | DC         | New York City F.C.        |
|     | Andher González     | DC         | Universidad de Chile      |
|     | Amaro Pérez         | DC         | Universidad Católica      |
|     | Cristobál Sepúlveda | DC         | Deportes La Serena        |
| DT  | Sebastián Miranda   | Entrenador |                           |

## Entrenadores
Lista incompleta.
| - Leonardo Véliz (1991-1993) - Vladimir Bigorra (1995-1997) - Héctor Pinto (1999) - Roberto Álamos (1999-2001) - César Vaccia (2003) - Jorge Aravena (2005) - José Sulantay (2007) - César Vaccia (2009) | - George Biehl (2011) - Mariano Puyol (2013) - Alfredo Grelak (2015) - Miguel Ponce (2015) - Hernán Caputto (2016-2019) - Cristián Leiva (2019-2020) - Hugo Balladares (2020) - Hernán Caputto (2021-2023) |

## Palmarés

### Copa Mundial de Fútbol Sub-17
- Tercero (1): 1993

### Campeonato Sudamericano Sub-17
- Subcampeón (3): 1993, 2017, 2019
- Tercero (1): 1997

### Copa UC Sub-17
- Campeón (1): 2009
- Tercero (2): 2011, 2015

### Torneos amistosos
- Campeón Copa Kairos (1): 1996[9]
- Campeón cuadrangular Lafarge Foot Avenir Francia (1): 2017[10][11]